# Heroes of Might and Magic
Heroes of Might and Magic (zkráceně HoMaM), později Might & Magic Heroes, je série tahových strategických her od společnosti New World Computing odehrávající se ve světě Might and Magic. V roce 1996 byla NWC koupena 3DO. V roce 2003 3DO zkrachovalo a série byla prodána Ubisoftu.
Hry této série jsou čistě fantasy hrami, přestože svět Might and Magic obsahoval sci-fi prvky.
Série byla původně určena pro DOS a v současnosti Windows, nicméně existují porty pro Mac OS a Heroes of Might and Magic III byl portován na Linux. Byly vytvořeny remaky pro Game Boy Color a PlayStation 2.

## Obecné znaky her
Tato série patří do žánru tahových strategií a v podstatě obsahuje i RPG prvky. Hrdinové, jež hráč ovládá, mohou najímat armády, rozmisťovat je na mapě, obsazovat surovinová naleziště a nepřátelská města, bojovat s NPC monstry nebo s ostatními hráči. Hrdinové se se ziskem úrovní a zkušeností vylepšují a získávají různé bonusy, jež se pak sčítají se statistikami jednotlivých jednotek v jeho armádě. Totéž platí i pro vlastnosti z předmětů, jež se rovněž přenáší na armádu. Vyspělí a zkušení hrdinové bývají zpravidla výrazně silnější než nezkušený oponent.
Před vytvořením nové hry zpravidla hráč začíná s hrdinou na první úrovni a s městem z vybrané strany (počet stran a jejich kompozice se liší v každém dílu série). V prvním díle byly strany pouze čtyři, v datadisku třetího dílu Armageddon's Blade jich bylo dokonce devět. Každý typ města nabízel různou paletu jednotek, jež hrdina rekrutuje jako své vojáky, i unikátní třídy hrdinů, jež jiná města nemohla za normálních okolností najmout. Kromě toho každé město nabídlo hráči některé unikátní vlastnosti, jež nikdo jiný nemohl mít, i vrozenou inklinaci k některým třídám kouzel nebo schopností hrdinů. V neposlední řadě hraje město důležitou roli jakožto zdroj příjmu. Na mapě se zpravidla nachází i několik neaktivních neutrálních měst, jež musí jednotliví hráči dobýt, aby si zlepšili své postavení. Protože na mapách bývá mnoho měst různých ras, není neobvyklé vídat smíšené armády
Ve většině map znamená ztráta všech měst a hrdinů porážku a dobytí všech nepřátelských měst a zajetí hrdinů vítězství. V kampaních nebo speciálně navržených mapách může být cílem k vítězství splnění úkolu nebo několika úkolů. Často se to týká zisku speciálního artefaktu (Heroes I a II), grálu (Heroes III a IV) nebo Ashiny slzy (Heroes V). Tento artefakt bývá dobře schován pod zemí a hráč jej musí najít. Vodítkem mu jsou speciální obelisky, jež postupně ono místo odhalují na puzzle mapě. Artefakt pak zpravidla hráč vystaví v jednom ze svých měst a jeho prostřednictvím inkasuje nejrůznější bonusy v příjmu nebo produkci jednotek, čímž může zcela zvrátit průběh hry. V prvních dvou dílech měl artefakt hrdina pouze ve svém držení a do města se nevystavoval.

### Suroviny
Všechny jednotky a budovy ve městě si hráč kupuje za suroviny, jichž je celkem sedm druhů. Základními surovinami je zlato, dřevo, a kamení. Mezi vzácnější suroviny patří krystaly, drahokamy, síra, a rtuť. Nejvíce jsou potřeba k výstavbě budov v závěrečných fázích, aby si hráč mohl koupit nejsilnější bojovníky, aby si hráč mohl postavit některé ze silnější nestvůr a bojovníků do své armády, nebo při stavbě kouzelnické věže, kde se hrdinové učí používat svá kouzla. Rozmanitost surovin se napříč díly hry mění, v pátém díle jich je všech 7, v šestém pouze 4 (což vyvolalo mnoho negativních ohlasú) a v plánovaném sedmém díle jich má být znovu 7, ale s pozměněnými jmény vzácných surovin (například Dragonsteel).

### Tahový systém hry
Všechny hry Heroes of Might and Magic jsou rozděleny na tahy. Na herní mapě představuje jeden tah jeden herní den, kdy každý z hrdinů obdrží určité množství bodů pohybu, které určují, jak daleko se v tomto tahu může pohnout. Svou roli v tom hrají i typy terénů (po travnaté louce se jde mnohem lépe než po písčité poušti). Během jednoho tahu hráč může postavit jednu budovu v každém ze svých měst. Jednotliví hráči se při tazích střídají a ostatní čekají, až předchozí hráč svůj tah dokončí.
Při střetu se skupinkou nestvůr nebo s nepřátelským hrdinou začíná boj, který rovněž probíhá na základě tahového systému. Začíná hráč, který má na své straně nejrychlejší jednotku, v případě shody začíná útočník. Hráči se pak střídají v tazích podle pravidel (u Heroes I až IV): Na tahu je jednotka s největším parametrem rychlosti, která ještě v kole nehrála. Pokud je shoda, má přednost ten hráč, který předtím nebyl na tahu. Pokud má tento hráč takových jednotek více, je na tahu ta jednotka, která byla na začátku boje v sestavení armády na vyšší pozici. Po odehrání se všemi svými jednotkami končí jedno kolo boje a začíná kolo další dle stejných pravidel. Během každého kola se do bitvy může jednou zapojit každý hrdina (vyjma čtvrtého dílu) a seslat mocná kouzla, kterými ničí nebo oslabuje své nepřátele, nebo naopak posiluje své vlastní vojsko. Boj končí, když jsou všichni vojáci jednoho hrdiny poraženi, nebo se hrdina rozhodne utéct z boje.

### Vlastnosti hrdinů
Hrdinové v průběhu hry získávají zkušenosti. Zdrojem mohou být různé objekty na mapě, truhlice s poklady a zejména boj. Když hrdina získá dostatečné množství zkušeností, postoupí automaticky o úroveň výše a získá bonus k jedné ze svých čtyř základních vlastností. Jedná se o sílu a obranu, jež definuje útočnou schopnost a schopnost se bránit, nebo o Sílu kouzel a znalosti ovlivňující jen hrdinu, jenž je díky nim lépe schopen formou kouzel podpořit v bitvách své jednotky. Od druhého dílu přibyly i sekundární vlastnosti, jež se postupně učí. Mají tři (ve čtvrtém díle pět) úrovně a poskytují hrdinovi, jeho armádě či celkově hráči konkrétní vylepšení.
Kromě základních a sekundárních vlastností hrdinu a jeho jednotky charakterizuje ještě štěstí a morálka. Ovlivňují je navštívené objekty, hrdinovy artefakty, kouzla, sekundární schopnosti, stavby v hradech nebo v případě morálky i skladba jednotek v armádě. Kladná morálka se projevuje tím, že v daném kole jednotka dostane možnost vykonat druhý tah, zatímco při projevu záporné morálky jednotka v kole tah nevykoná. Zdali je tento faktor uplatněn, hráč pozná díky charakteristické animaci nad hlavou jednotky. Kladné štěstí se projeví zdvojnásobením škod útočící jednotky (ve čtvrtém díle snížením inkasovaného poškození na polovinu) a při záporném štěstí jednotka udělí pouze poloviční škody (ve čtvrtém díle inkasuje dvojnásobné škody).

## Hry
Design série vychází ze hry King's Bounty (1990) od společnosti New World Computing.

### Hlavní tituly, expanze a adventure packy
- Heroes of Might and Magic: A Strategic Quest (1995)
- Heroes of Might and Magic II: The Succession Wars (1996)
  - The Price of Loyalty (1997)
- Heroes of Might and Magic III: The Restoration of Erathia (1999)
  - Armageddon's Blade (1999)
  - The Shadow of Death (2000)
- Heroes of Might and Magic IV (2002)
  - The Gathering Storm (2002)
  - Winds of War (2003)
- Heroes of Might and Magic V (2006)
  - Hammers of Fate (2006)
  - Tribes of the East (2007)
- Might & Magic Heroes VI (2011)
  - Pirates of the Savage Sea Adventure (2012)
  - Danse Macabre (2012)
  - Shades of Darkness (2013)
- Might & Magic Heroes VII (2015)
  - Lost Tales of Axeoth 1 - DLC (2016)
  - Lost Tales of Axeoth 2 - DLC (2016)
  - Trial by Fire (2016)
- Heroes of Might and Magic: Olden Era (2025)

### Vedlejší produkty a odnože
- Heroes of Might and Magic (Game Boy Color, 2000)
- Heroes of Might and Magic II (Game Boy Color, 2000)
- Heroes Chronicles (2000)
- Heroes of Might and Magic: Quest for the Dragon Bone Staff (PlayStation 2, 2001)
- Heroes of Might and Magic Online (2008)
- Heroes of Might and Magic Kingdoms (2009)
- Might & Magic: Clash of Heroes (Nintendo DS, 2009; Xbox Live Arcade, 2011; PlayStation Network, 2011; PC, 2011)
  - Might & Magic Clash of Heroes: DLC I Am the Boss (2011)

- Might & Magic Heroes: Era of Chaos (2017)

### Kolekce a speciální edice
- Heroes of Might and Magic Compendium (1997), zahrnuje King's Bounty a první dva díly série včetně expanze. Vydáno firmou 3DO.
- Heroes of Might and Magic II Gold (1998), zahrnuje Heroes II včetně expanze. Vydáno firmou 3DO.
- Heroes of Might and Magic Millennium (1999), zahrnuje King's Bounty, Heroes I, Heroes II Gold a Heroes III, ale bez expanzí k Heroes III. Vydáno firmou 3DO.
- Heroes of Might and Magic III: Complete (2000), speciální edice obsahující Heroes III včetně všech expanzí (všechny aktualizované na nejnovější verze) a vlastní titulní obrazovku. Vydáno firmou 3DO.
- Heroes of Might and Magic Trilogy (2000), zahrnuje Heroes I, Heroes II a Heroes III, ale bez expanzí k Heroes II a Heroes III. Vydáno ve spolupráci firem 3DO a Ubisoft.
- Heroes of Might and Magic: Platinum Edition (2002), zahrnuje Heroes I, Heroes II Gold a Heroes III Complete. Vydáno firmou 3DO.
- Heroes of Might and Magic III+IV Complete (2002), zahrnuje Heroes III Complete a Heroes IV Complete. Vydáno firmou Ubisoft.
- Heroes of Might and Magic IV Complete (2004), zahrnuje Heroes IV včetně všech expanzí. Vydáno firmou Ubisoft.
- Heroes of Might and Magic V: Silver Edition (2006), zahrnuje Heroes V včetně expanze Hammers of Fate.
- Heroes of Might and Magic V: Collector's Edition (2007), zahrnuje Heroes V včetně všech expanzí. Vydáno firmou Ubisoft.
- Might and Magic Heroes V: Epic Collection (2009), zahrnuje Heroes V včetně obou expanzí. Vydáno firmou Encore Games.
- Heroes Pack (2009), zahrnuje Dark Messiah a Heroes V včetně expanzí. Dostupné na platformě Steam.
- Heroes of Might and Magic: Complete Edition (2008), zahrnuje prvních pět Heroes her včetně expanzí. Vydáno firmou Ubisoft.
- Might & Magic Heroes Collection (2011), zahrnuje všech pět Heroes her včetně expanzí. Vydáno firmou Mastertronic Games.
- Might & Magic Heroes VI: Limited Edition (2011), zahrnuje Heroes VI a Heroes III spolu s jedním dodatečným předmětem (Staff of Asha) a hrdinou (Kraal) pro Heroes VI. Vydáno firmou Ubisoft.
- Might & Magic Heroes VI: Deluxe Digital Edition (2011), zahrnuje digitální kopii Heroes VI, dva dokumenty ve formátu PDF (164-stránkový art book a oboustranný plakát ve formátu A2), herní soundtrack a měsíční předplatné k Heroes Kingdoms. Vydáno firmou Ubisoft.
- Might and Magic Franchise Pack, (2012), zahrnuje Dark Messiah, Heroes V včetně expanzí, Clash of Heroes včetně DLC, Heroes VI včetně dvou adventure packů. Dostupné na platformě Steam.
- Might & Magic Heroes VI: Gold Edition (2012), zahrnuje Heroes VI včetně dvou adventure packů. Vydáno firmou Ubisoft.
- Might & Magic: Heroes VI: Complete Edition (2013), zahrnuje Heroes VI (verze 1.5.1) včetně samostatné expanze a dvou adventure packů.